# Waiporia
Waiporia is een geslacht van spinnen uit de  familie van de Orsolobidae.

## Soorten
- Waiporia algida (Forster, 1956)
- Waiporia chathamensis Forster & Platnick, 1985
- Waiporia egmont Forster & Platnick, 1985
- Waiporia extensa (Forster, 1956)
- Waiporia hawea Forster & Platnick, 1985
- Waiporia hornabrooki (Forster, 1956)
- Waiporia mensa (Forster, 1956)
- Waiporia modica (Forster, 1956)
- Waiporia owaka Forster & Platnick, 1985
- Waiporia ruahine Forster & Platnick, 1985
- Waiporia tuata Forster & Platnick, 1985
- Waiporia wiltoni Forster & Platnick, 1985